# Proechimys urichi
Proechimys urichi (сукреський щетинець) — вид гризунів родини щетинцевих; зустрічається у північній Венесуелі. Мешкає в лісах, що сезонно заболочуються. Нічний, наземний і самітницький. Харчується насінням, фруктами, у меншій мірі листям і комахами. Будує невеликі кубла. Зустрічається в первинному, вторинному і галерейному лісі. Стійкий до порушення середовища проживання. Каріотип: 2n=62. Сукре — це штат Венесуели, в якому проживає цей гризун.

## Загрози та охорона
Серйозних загроз для цього виду немає. Проживає на кількох охоронних територіях.